# Restaurációs sztélé
A restaurációs sztélé néven ismert ókori egyiptomi vörösgránit sztélé, melyet a karnaki templomban találtak és ma a kairói Egyiptomi Múzeum őriz (41504-es katalógusszám). Ez a legfontosabb dokumentum a hagyományos egyiptomi vallás visszaállításáról az Amarna-kor után; a karnaki templom helyreállításának és újra megnyitásának állít emléket. A sztélé Tutanhamon uralkodása alatt készült, de később Horemheb uzurpálta, így ma az ő neve olvasható rajta.

## Felfedezése
A sztélé 2,54 méter magas, 1,29 méter széles, 0,38 méter vastag. A karnaki nagy Ámon-templom nagy oszlopcsarnokának északkeleti sarkában találta Georges Legrain 1905 júliusában, eredetileg a templom III. Amenhotep által emeltetett harmadik pülónja előtt állhatott, ami Tutanhamon idejében a főbejárat volt. Megtalálásakor a sztélé a feliratos részén feküdt, fél méterrel a talaj alatt, öt darabban; az oszlopcsarnok egyik oszlopáról rázuhanó törmelék törte össze. (Nyomok vannak rá, hogy korábban szándékosan próbálták összetörni, valószínűleg azért, hogy építőanyagként hasznosítsák, de nem jártak sikerrel.)
Egy másolatának töredékét 1907-ben találta meg Legrain a karnaki Montu-templom alapjai közt. Ezen a nagyobb sztélé 15–27. sora olvasható; sajnos a nagy sztélé rongálódott helyeinek rekonstruálásában nem segít, mivel azok erről is hiányoznak.

## Felirata és ábrázolásai
A sztélé lunettája (felső, félkör alakú része) két, egymásnak majdnem tükörképét képező jelenetet ábrázol, mindkettőn a király Ámon-Rének és Mutnak mutat be áldozatot. Az istennő az isten mögött áll, kezét annak vállán nyugtatva, a fáraó előttük áll, és a jobb oldali jeleneten egy vázát, a bal oldalin papiruszt és lótuszt (Alsó-, illetve Felső-Egyiptom jelképeit) nyújt az isteneknek. Baloldalt a kék koronát, jobboldalt a nemesz-koronát viseli. Ámon-Ré a kettős tollas koronát viseli, egyik kezében ankhot, a másikban uasz-jogart tart, Mut fején pedig a kettős korona látható. A középen látható napkorong mindkét jelenet fölé kiterjeszti szárnyait.
Ez alatt áll a harminc sornyi hieroglif felirat, melynek jeleit eredetileg kékre festették, majd később, amikor már lekopott, sárgára. A felirat szokatlan módon balról jobbra olvasandó. Részletesen leírja, hogy Egyiptom templomai romokban álltak, de Tutanhamon helyreállította őket és adományokkal látta el őket.
A szöveg alatt a közrendű embereket jelképező rehit-madarak imádják a fáraó kártusait. Tutanhamon nevét és uralkodói nevét mindenhol Horemhebére cserélték, más nevei és címei azonban megmaradtak.